# Davi Banda
Davi John Banda (Zomba, 29 december 1983) is een Malawisch voetballer die speelt als middenvelder.

## Interlandcarrière
Banda maakt in 2006 zijn debuut het nationale voetbalteam van Malawi. In 2010 maakte hij, in de wedstrijd tegen Algerije, zijn eerste doelpunt.